# Trương Tác Lâm
Trương Tác Lâm (giản thể: 张作霖; phồn thể: 張作霖; bính âm: Zhāng Zuòlín; Wade–Giles: Chang Tso-lin; 19/3/1875-4/6/1928), tự Vũ Đình (雨亭), là một quân phiệt của Mãn Châu từ 1916 đến 1928, giữ chức Đại Nguyên soái Lục Hải quân Trung Hoa Dân quốc từ 1927 đến 1928, lãnh đạo trên thực tế của Chính phủ Bắc Dương.

## Thân thế
Trương sinh vào năm Quang Tự nguyên niên 1875, người huyện Hải Thành, tỉnh Phụng Thiên. Thuở nhỏ có biệt danh Trương nhọt già, tương truyền xuất thân gia đình bần nông. Cha mất sớm, từ nhỏ phải bán túi xách, làm thợ mộc để kiếm sống.
Tuy vậy, sau học nghề thú y. Năm 1894, Trương gia nhập lực lượng Nghị quân (毅軍, Yi jun) dưới quyền thống binh của Tống Khánh, sau được biên thành Vũ Vệ Tả quân. Sau thất bại trong Chiến tranh Giáp Ngọ, tháng 3 năm 1895, Trương về quê cũ, vận động thân sĩ địa chủ thành lập đội Bảo an. Năm 1901, được tướng quân Tăng Kỳ thu nạp, nhậm chức Du kích Mã đội Quản đái, sau thăng làm Thống lĩnh Tiền lộ của Phụng Thiên Tuần phòng doanh.

## Con hổ Mãn Châu
Năm 1911, Cách mạng Tân Hợi nổ ra, lật đổ nền quân chủ của nhà Thanh. Được lãnh tụ của phái Quân chủ lập hiến ở Phụng Thiên tiến cử, Trương được Tổng đốc Đông Tam Tỉnh là Triệu Nhĩ Tốn trọng dụng, bổ nhiệm làm Phó bộ trưởng Quân sự Bộ của Phụng Thiên Quốc dân Bảo an Hội, đả kích người của Cách mệnh Đảng. Tháng 9 năm 1912, Trương được Viên Thế Khải bổ nhiệm làm Sư trưởng của Sư đoàn 27, nhận lệnh trấn áp các phần tử phản Viên của Cách mệnh Đảng ở phía Nam.
Năm 1915, Trương ủng hộ Viên Thế Khải xưng đế, được Viên phong Nhị đẳng Tử tước, bổ làm Thịnh Vũ tướng quân, Đốc lý Phụng Thiên Quân vụ, kiêm Phụng Thiên Tuần án sứ.
Năm 1916, các tông thất cũ của nhà Thanh cấu kết với Tông xã Đảng và người Nhật Bản mưu đồ phục tích ở vùng Đông Bắc, bị Trương ra lệnh đàn áp. Sau khi Viên Thế Khải chết, Trương được chính phủ Bắc Dương bổ nhiệm làm Đông Tam Tỉnh Tuần duyệt sứ, lĩnh Phụng Thiên Đốc quân, kiêm Tỉnh trưởng, kiểm soát chính quyền 3 tỉnh Phụng Thiên, Cát Lâm, Hắc Long Giang, trở thành thủ lĩnh của Phụng Hệ. Về sau, thế lực của Trương mở rộng không chỉ phạm vi Đông Tam Tỉnh, mà lan đến cả đến vùng Sơn Đông. Năm 1920, nhân chiến tranh giữa các quân phiệt Trực hệ và Hoản hệ, Trương phát triển thế lực đến tận bên trong vùng Sơn Hải quan.
Trong cuộc chiến giữa các quân phiệt Trực hệ và Phụng hệ lần thứ nhất năm 1922, phe Phụng hệ thất bại, phải rút ra vùng Quan ngoại. Tuy nhiên, chỉ 2 năm sau, năm 1924, phe Phụng hệ đã giành được chiến thắng. Phùng Ngọc Tường của phe Trực hệ tiến vào Bắc Kinh làm chính biến, lật đổ Đại tổng thống Tào Côn, lập Hoàng Phu làm quyền Đại tổng thống, sau đó đưa cựu quân phiệt Đoàn Kỳ Thụy làm Chấp chánh lâm thời. Tuy nhiên đến tháng 6 năm 1926, Trương đánh bại Phùng Ngọc Tường, đưa quân nhập Bắc Kinh, trực tiếp khống chế chính phủ Bắc Dương.
Chỉ một tháng sau đó, Tổng tư lệnh Quốc dân Cách mệnh Quân Tưởng Giới Thạch ra lệnh Bắc phạt. Tháng 11, tại Thiên Tân, Trương được các quân phiệt Tôn Truyền Phương, Ngô Tuấn Thăng, Trương Tông Xương, Diêm Tích Sơn... tôn làm Tổng tư lệnh An quốc quân, thống nhất chỉ huy chống lại Cách mệnh quân. Ngày 16 tháng 6 năm 1927, Trương được tôn làm Trung Hoa Dân quốc Quân chính phủ Lục Hải quân Đại nguyên soái, trở thành được thống trị tối cao của chính phủ Bắc Dương. Người đời xưng ông là Trương đại soái hay con hổ Mãn Châu (Mukden Tiger)
Mặc dù trước lực lượng Cách mệnh quân thống nhất và có thực lực mạnh mẽ, lực lượng An quốc quân do Trương chỉ huy vẫn có thể cầm cự được lâu dài do ảnh hưởng của sự chia rẽ trong nội bộ chính phủ Quốc dân. Tháng 1 năm 1928, khi mâu thuẫn nội bộ của Quốc dân Đảng tạm thời dàn xếp, lực lượng An Quốc quân bị đẩy lùi trên tất cả mặt trận. Tối ngày 3 tháng 6 năm 1928, Trương lên xe lửa rời Bắc Kinh về Phụng Thiên. Đến sáng ngày 4 tháng 6, khi xe lửa đến trạm Hoàng Cô Truân thì bị phát nổ làm Trương bị trọng thương, về đến được Phụng Thiên thì tử vong. Con trai là Trương Học Lương được bộ thuộc tôn làm chấp chưởng Quân chánh Đông Bắc. Nhiều tài liệu cho rằng đây là việc ám sát Trương là do người Nhật thực hiện để loại trừ Trương vì Trương muốn duy trì vùng Đông Bắc độc lập trước tham vọng của người Nhật muốn kiểm soát vùng này. Vì vậy, không lâu sau, Trương Học Lương tuyên bố Đông Bắc trở cờ, quy phục chính phủ Quốc dân, chấm dứt hoạt động của chính phủ Bắc Dương.

## Gia đình
Vợ
- Triệu Xuân Quế
- Lư Thọ Huyên

Con trai
- Trương Học Lương
- Trương Học Minh
- Trương Học Tằng
- Trương Học Tư
- Trương Học Sâm
- Trương Học Tuấn
- Trương Học Anh
- Trương Học Thuyên

Con gái
- Trương Quan Anh
- Trương Hoài Anh
- Trương Hoài Đồng
- Trương Hoài Khanh
- Trương Hoài Hy
- Trương Hoài Mẫn